# Imperfect Harmonies
Albums de Serj Tankian
Elect the Dead Symphony
(2010) Imperfect_Remixes
(2011)
Singles
1. Left of Center
Sortie : 29 juin 2010
2. Reconstructive Demonstrations
Sortie : 12 novembre 2010

Imperfect Harmonies est le deuxième album studio solo de Serj Tankian, chanteur du groupe System of a Down, sorti mondialement le 21 septembre 2010.
Courant été 2010, Serj Tankian mis à disposition des auditeurs deux titres via Internet, Borders are et Left of Center, qui deviendra un des deux singles de l'album avec Reconstructive Demonstrations. Musicalement, le style se démarque de Elect the Dead, premier album solo de Serj Tankian, notamment par l'utilisation d'un orchestre et d'une batterie électronique. Les guitares électriques saturées sont toujours utilisées mais se fondent dans un ensemble différent du travail habituel de Serj Tankian.

## Liste des pistes
| Imperfect Harmonies | Imperfect Harmonies                                   | Imperfect Harmonies | Imperfect Harmonies | Imperfect Harmonies | Imperfect Harmonies | Imperfect Harmonies | Imperfect Harmonies | Imperfect Harmonies | Imperfect Harmonies |
| No                  | Titre                                                 | Durée               |                     |                     |                     |                     |                     |                     |                     |
| ------------------- | ----------------------------------------------------- | ------------------- | ------------------- | ------------------- | ------------------- | ------------------- | ------------------- | ------------------- | ------------------- |
| 1.                  | Disowned Inc.                                         | 4:07                |                     |                     |                     |                     |                     |                     |                     |
| 2.                  | Borders Are...                                        | 4:38                |                     |                     |                     |                     |                     |                     |                     |
| 3.                  | Deserving?                                            | 4:05                |                     |                     |                     |                     |                     |                     |                     |
| 4.                  | Beatus                                                | 4:41                |                     |                     |                     |                     |                     |                     |                     |
| 5.                  | Reconstructive Demonstrations                         | 5:04                |                     |                     |                     |                     |                     |                     |                     |
| 6.                  | Electron                                              | 3:46                |                     |                     |                     |                     |                     |                     |                     |
| 7.                  | Gate 21                                               | 2:43                |                     |                     |                     |                     |                     |                     |                     |
| 8.                  | Yes, It's Genocide                                    | 3:15                |                     |                     |                     |                     |                     |                     |                     |
| 9.                  | Peace Be Revenged                                     | 3:59                |                     |                     |                     |                     |                     |                     |                     |
| 10.                 | Left of Center                                        | 3:06                |                     |                     |                     |                     |                     |                     |                     |
| 11.                 | Wings of Summer (avec Shana Halligan de Bitter:Sweet) | 4:45                |                     |                     |                     |                     |                     |                     |                     |
| 44:09               |                                                       |                     |                     |                     |                     |                     |                     |                     |                     |